# (470596) 2008 NW4
(470596) 2008 NW4 est un objet transneptunien de magnitude absolue 5,4. 
Son diamètre est estimé à 350 km, ce qui le qualifie comme un candidat au statut de planète naine.